# Абсолютная идея
Абсолю́тная иде́я (нем. Absolute Idee) — идея, выражающая полноту всего сущего. Термин, введён Г. В. Ф. Гегелем и является следствием основополагающей идеи его онтологии — тождества бытия и мышления, понятия и его содержания.
Для Г. Гегеля Абсолютная идея является общим итогом и выводом его работы «Феноменология духа»(1807). Рассмотрение процесса познания как общеисторического процесса развития взаимодействия и взаимоизменения человечества и природы завершается фактическим (но пока не познанным) тождеством мышления и бытия, формы познания и его содержания, выраженном в освобождении человека от воздействия внешней природы, в том числе, его собственной. Человек стал свободен, но пока еще он сам не познал этого.
В ходе реально происходящего (но не действительного (wirklich)), подлинного, понятного для своих же участников) исторического процесса (как некоторой данности, наличности, dasein) человек (человечество, дух) раскрывает сам себя в различных формах, но в ситуации полного его самораскрытия это самораскрытие требует своего самостоятельного осуществления и осмысления. Таким осмыслением становится система Г. Гегеля, создаваемая им уже после завершения «Феноменологии духа», и представляющая собой развитие абсолютной идеи, происходящее не в ее бытии, а в рефлексии, в осмыслении пост-фактум, уже после того как сам процесс развития человечества и познания природы уже завершен, уже стал наличным. В ходе этого рефлективного осмысления человек, его свобода, его раскрытая по факту природа (и раскрытая природа как пространство его общественно-исторической практики) проходят процедуру осмысления, превращения наличности, данности в действительность.
Рассматривая абсолютную идею как существующую до природы и общества, Г. Гегель проводит ее через три ступени развития:
- логику,
- природу,
- дух.

На ступени логики идея рассматривается как существующая ещё до природы, вне времени и пространства и любого чувственно-опытного содержания. В рамках этого рассмотрения она развёртывает из себя всё богатство своего содержания, создаёт сеть философских категорий как базовых форм мышления.
Переходя в природу (как свое инобытие), идея рассматривается в качестве создателя трех её царств-проявлений: механизм — химизм — организм. В природе идея обогащается содержанием и возвращается к самой себе, в идеальное состояние[прояснить].
Следующий этап в развитии абсолютной идеи — её проявление как духа, начиная с чувственных форм и заканчивая логическими категориями, такими как субъективный дух.
Переход идеи в объективный дух совершается посредством включения личности в общественную жизнь. Первая ступень в развитии объективного духа — «абстрактное право» или бытие свободы, ограниченное законами. Вторая ступень — мораль, посредством которой реализуется внутренняя свобода личности. Третья ступень представлена сферой нравственности, где мораль обретает объективную значимость, так как проявляется как общая воля индивидов.
Завершает систему Гегеля учение об абсолютном духе.